# Ельхас
Ельхас (ісп. Eljas) — муніципалітет в Іспанії, у складі автономної спільноти Естремадура, у провінції Касерес. Населення — 1013 осіб (2010).
Муніципалітет розташований на відстані близько 270 км на захід від Мадрида, 90 км на північний захід від Касереса.
На території муніципалітету розташовані такі населені пункти: (дані про населення за 2010 рік)
- Ельхас: 1005 осіб
- Ель-Сото: 8 осіб

## Демографія
Динаміка населення (INE ):

## Галерея зображень

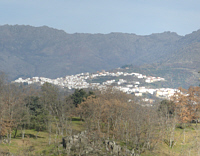
Ельхас
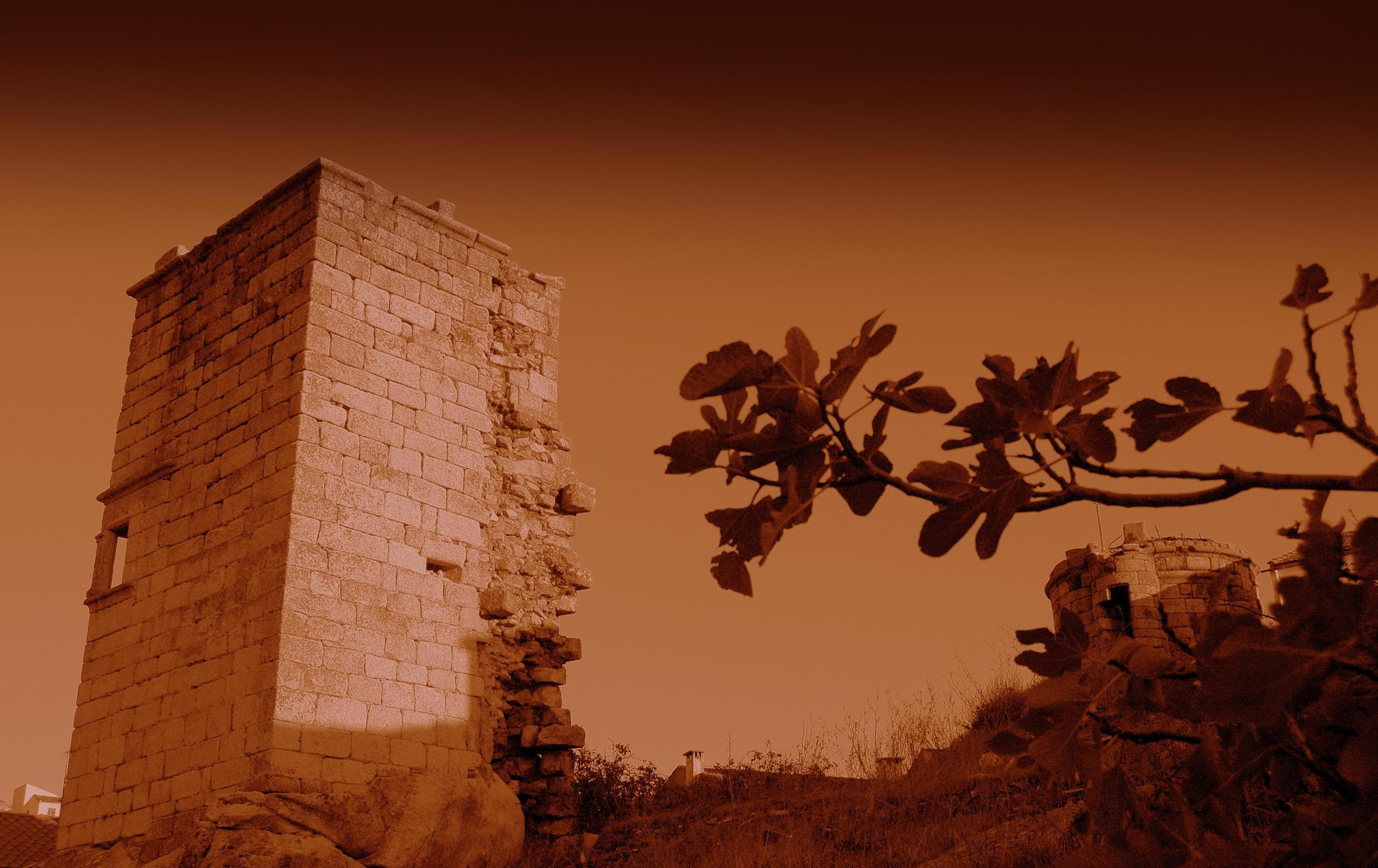
Замок у Ельхасі
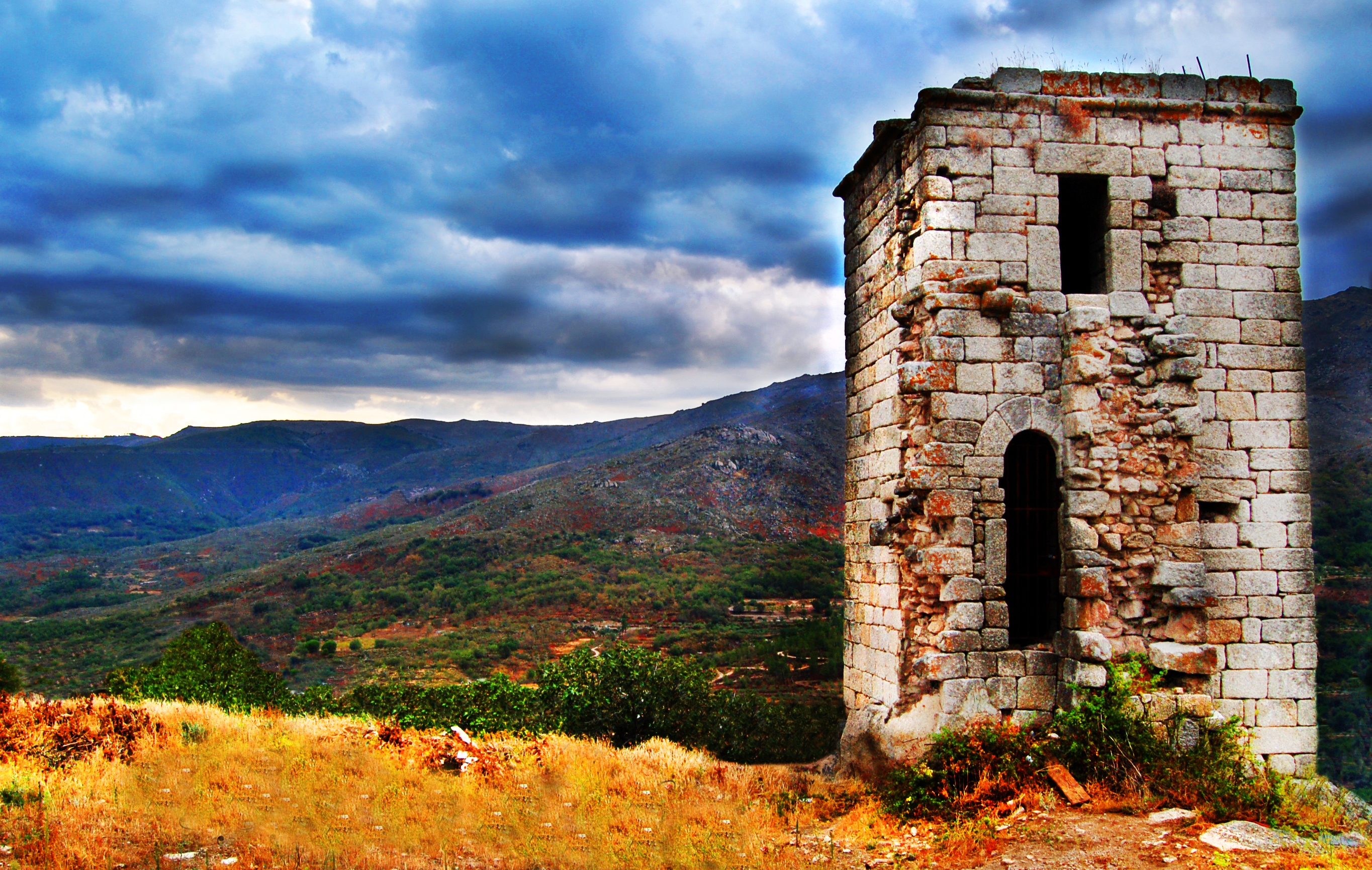
Замок
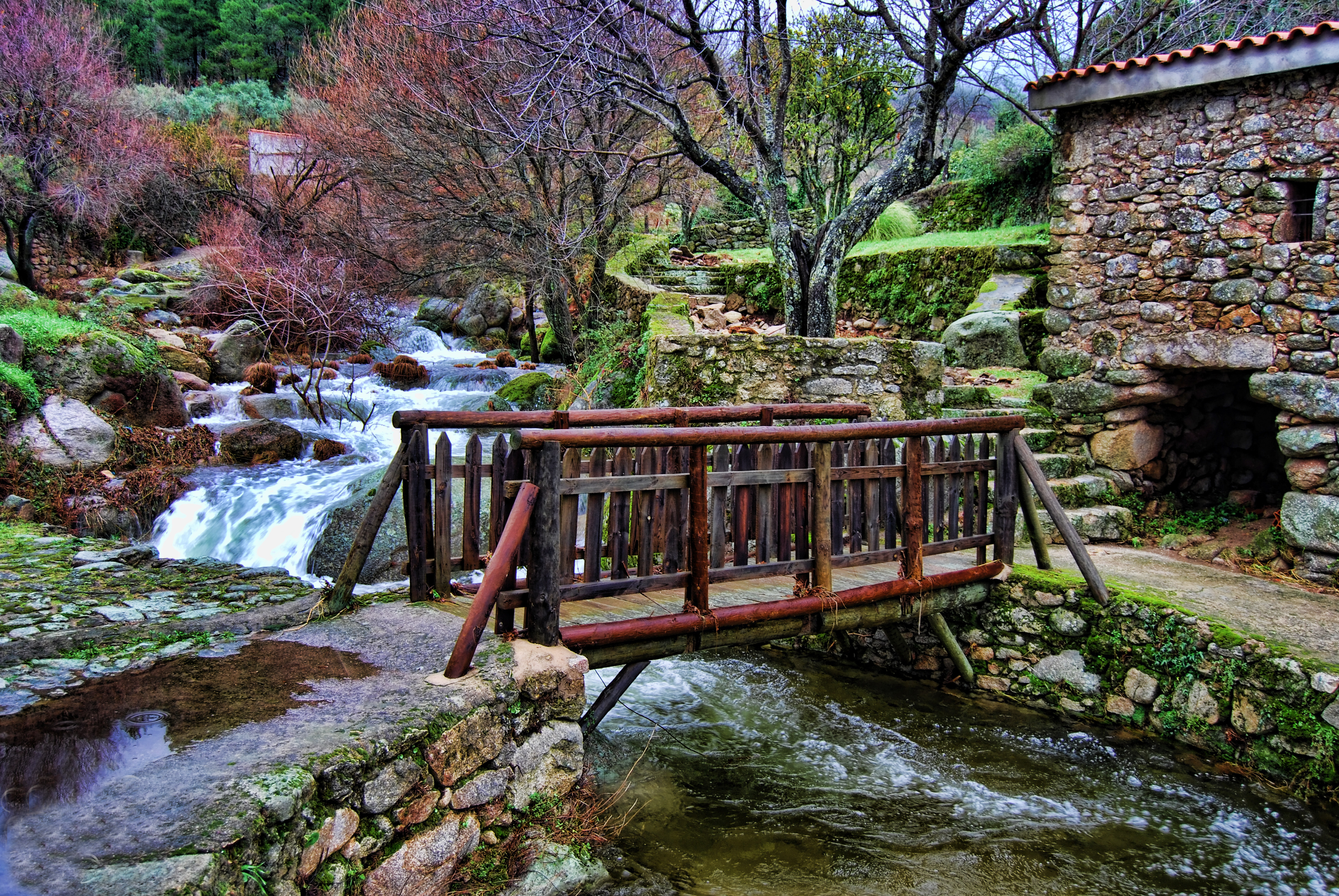
Річка Ельхас
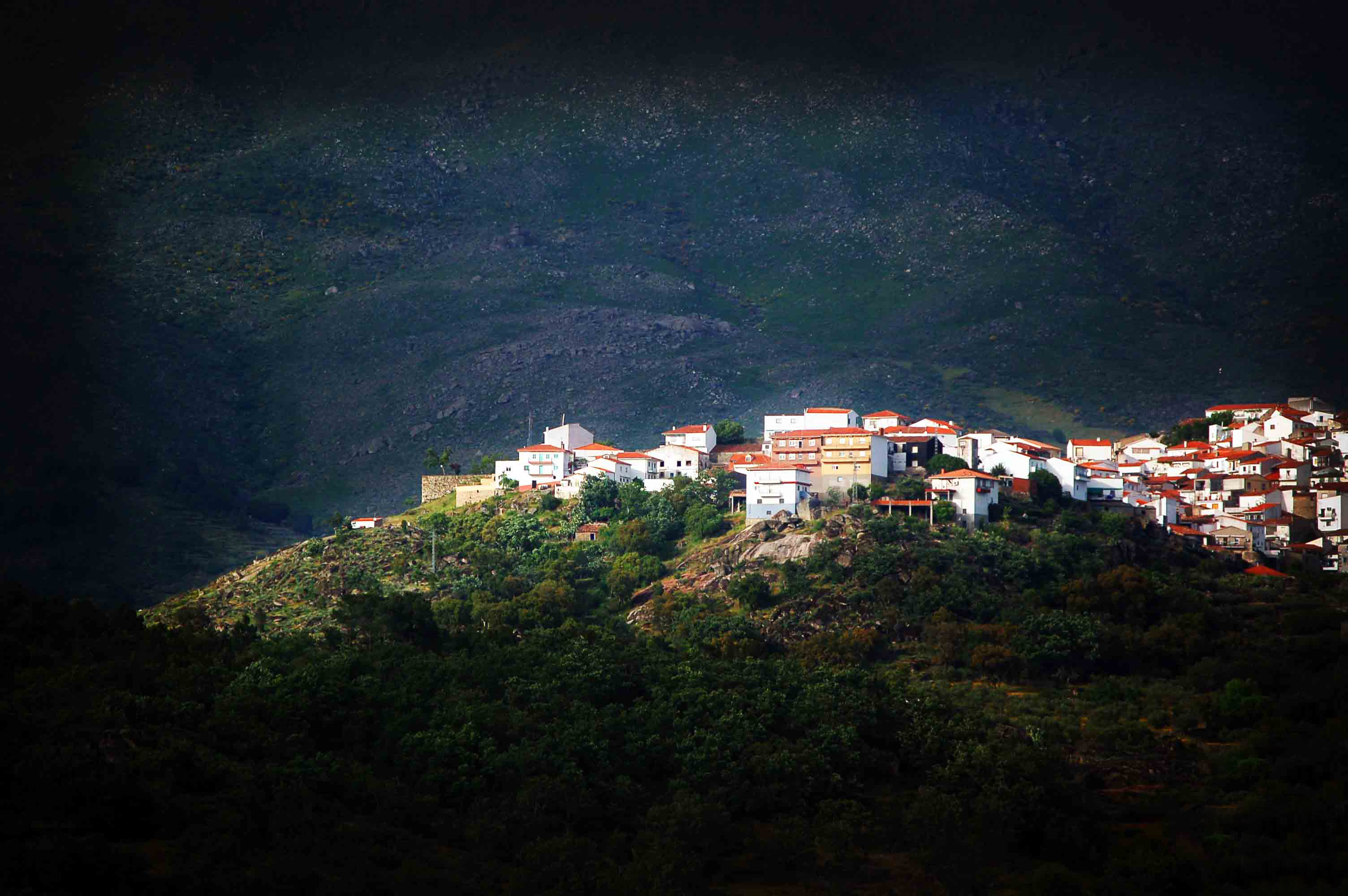
Ельхас
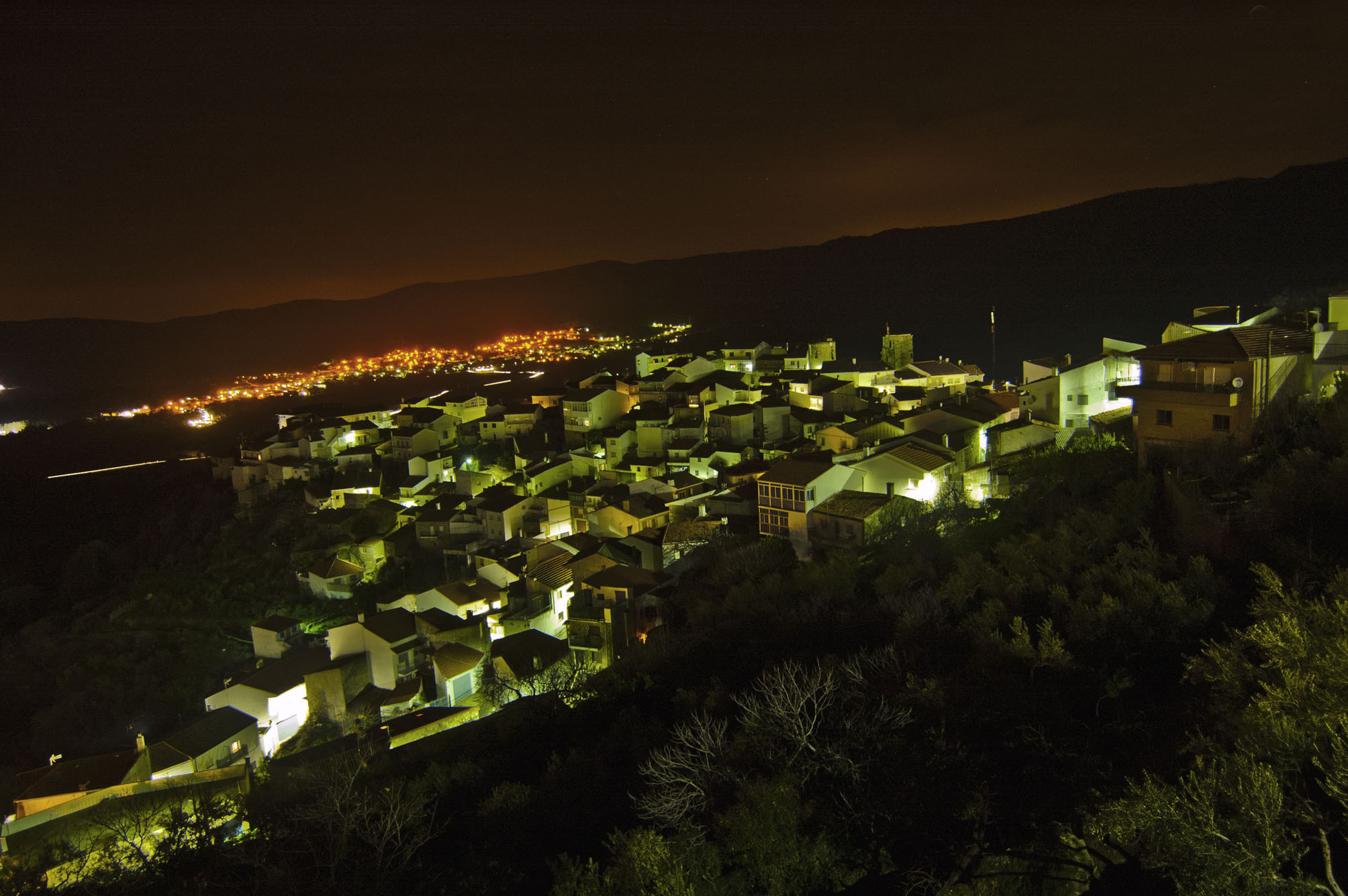
Ельхас вночі
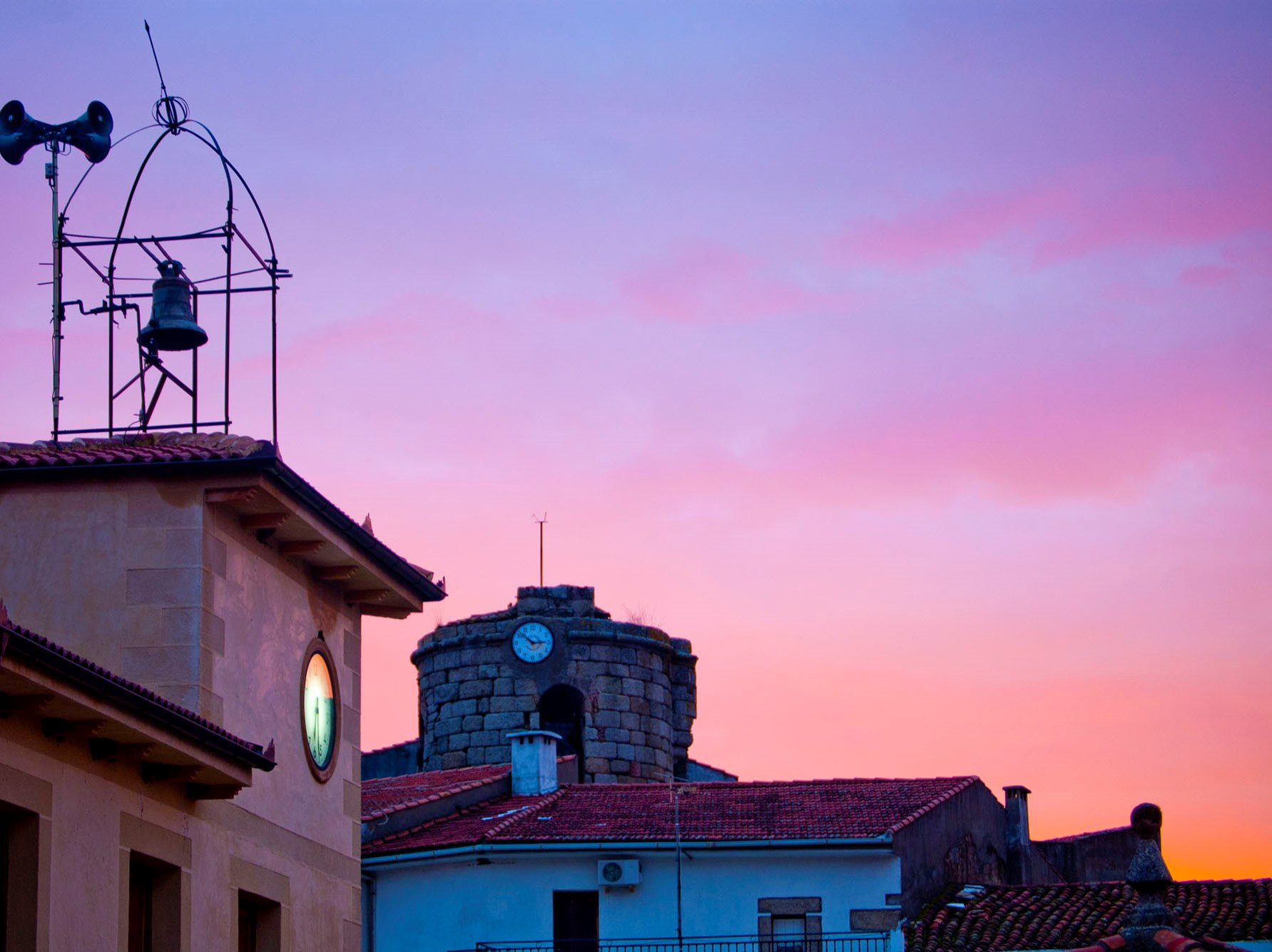
Муніципальна рада
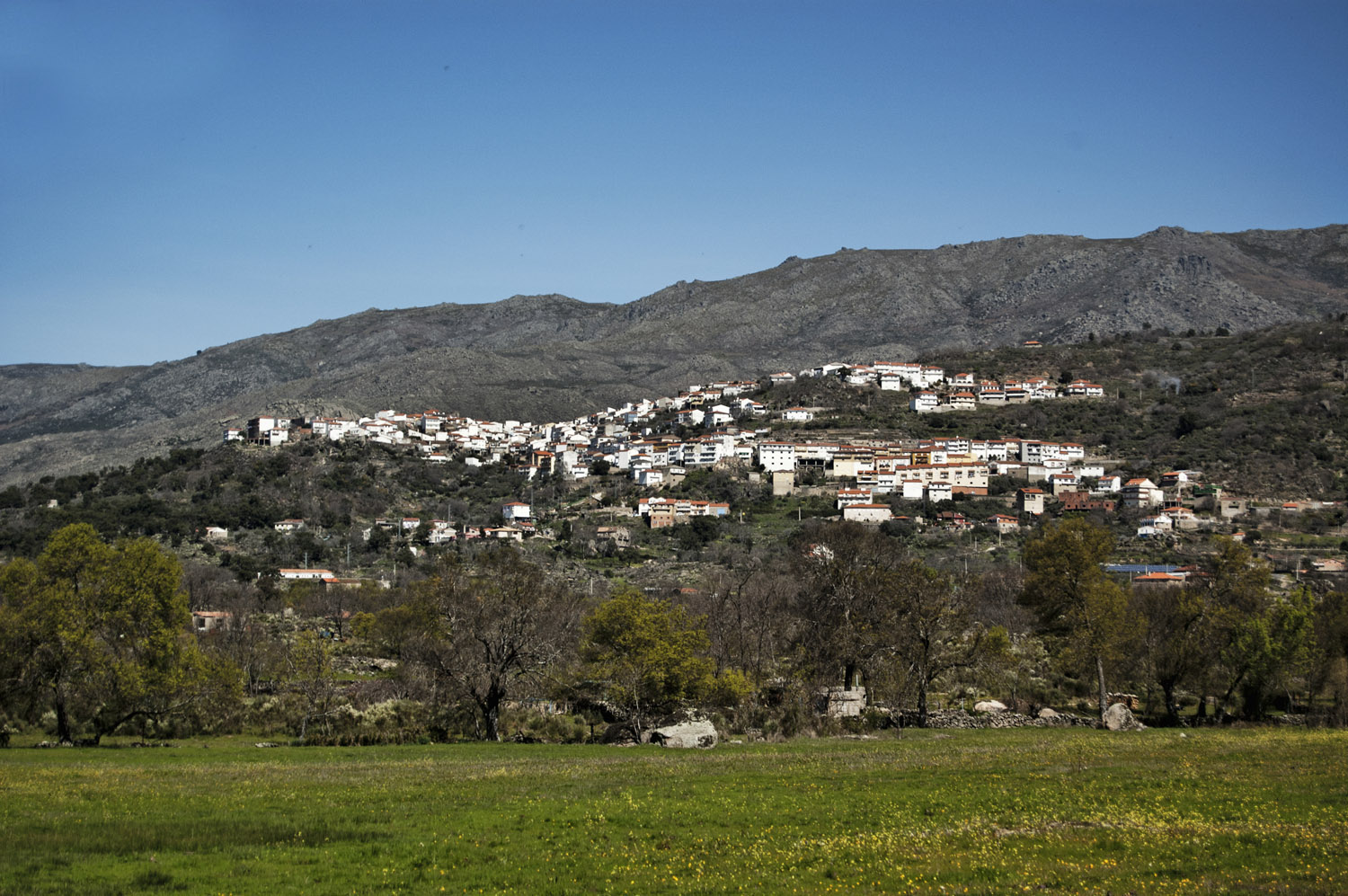
Ельхас
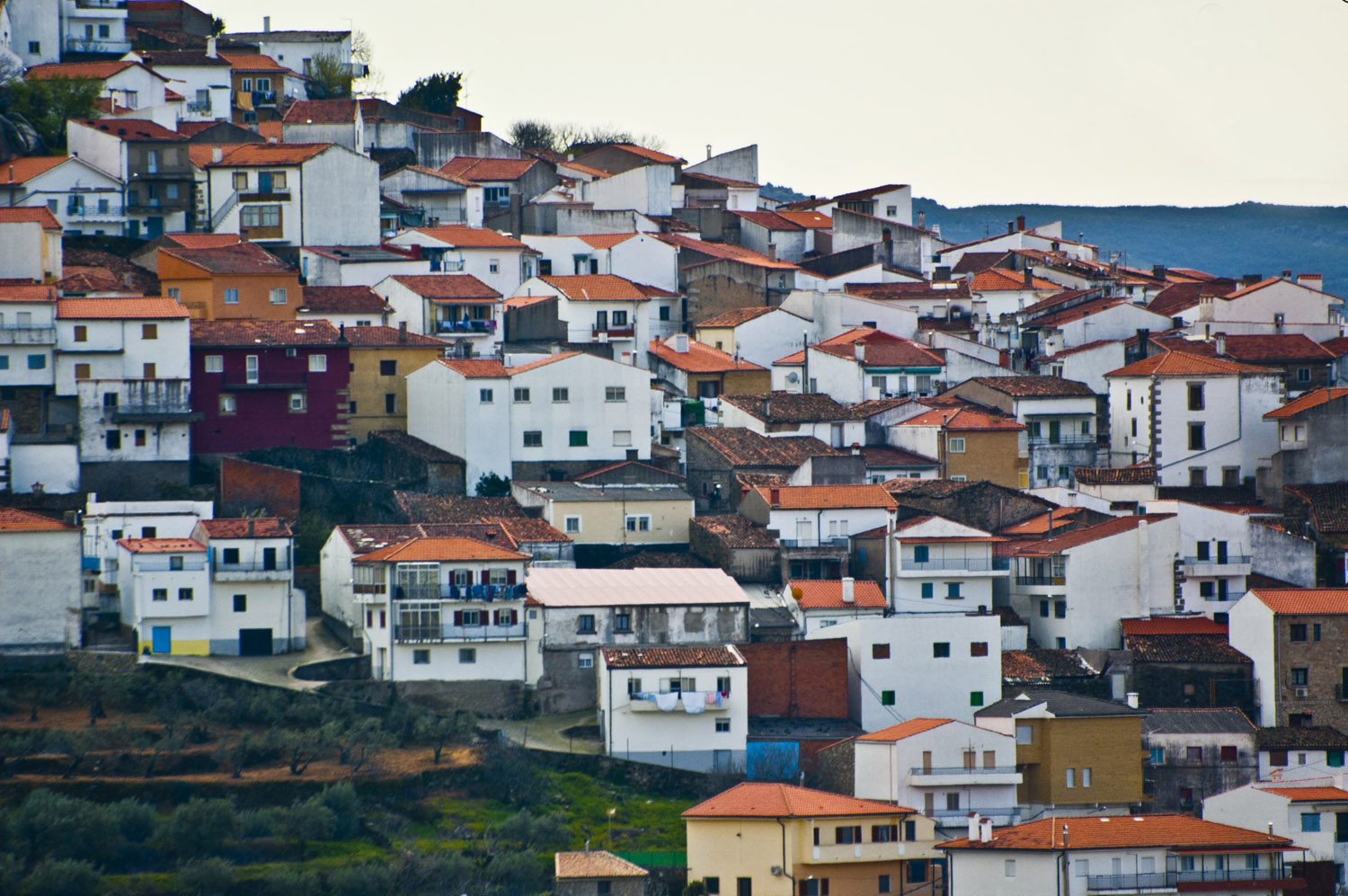
Ельхас